# Sars-et-Rosières
 Sars-et-Rosières  es una población y comuna francesa, en la región de Norte-Paso de Calais, departamento de Norte, en el distrito de Valenciennes y cantón de Saint-Amand-les-Eaux-Rive gauche.

## Demografía
| 347 | 333 | 295 | 359 | 397 | 378 |
| Para los censos de 1962 a 1999 la población legal corresponde a la población sin duplicidades (Fuente: INSEE [Consultar]) |     |     |     |     |     |